# Право на социјалну заштиту
Право на социјалну заштиту препознато је као људско право и успоставља право на помоћ из социјалне заштите за оне који нису у могућности да раде због болести, инвалидитета, материнства, повреде на раду, незапослености или старости. Системи социјалног осигурања које предвиђају државе састоје се од програма социјалног осигурања који радницима и њиховим породицама пружају зараде доприносима за запошљавање и / или програма социјалне помоћи који пружају накнаде без доприноса које су дизајниране да омогуће минималне нивое социјалне заштите особама које нису у могућности да приступе социјалном осигурању.

## Имплементација
Приступ социјалној заштити на глобалном нивоу је низак и 80 процената глобалне популације нема приступ никаквој формалној социјалној заштити.